# فرنسيس فريدريك
فرنسيس فريدريك (بالإنجليزية: Francis Frederick)‏ هو مجدف أمريكي، ولد في 28 فبراير 1907 في ألاميدا في الولايات المتحدة، وتوفي في 2 مايو 1968 في بيركيلي في الولايات المتحدة.

## وصلات خارجية
- فرنسيس فريدريك على موقع الاتحاد الدولي للتجديف (الإنجليزية)
- فرنسيس فريدريك على موقع اللجنة الأولمبية الدولية (الإنجليزية)
- فرنسيس فريدريك على موقع أوليمبيديا (الإنجليزية)